# Aspicilia cupreogrisea
Aspicilia cupreogrisea är en lavart som först beskrevs av Theodor 'Thore' Magnus Fries, och fick sitt nu gällande namn av Hue. Aspicilia cupreogrisea ingår i släktet Aspicilia och familjen Megasporaceae.  Arten är reproducerande i Sverige. Inga underarter finns listade i Catalogue of Life.